# ولادیمیر سوکولوف
ولادیمیر سوکولوف (روسی: Владимир Александрович Соколов؛ ۲۶ دسامبر ۱۸۸۹ – ۱۵ فوریهٔ ۱۹۶۲) یک هنرپیشه اهل امپراتوری روسیه بود. وی بین سال‌های ۱۹۲۶ تا ۱۹۶۲ میلادی فعالیت می‌کرد.
از فیلم‌ها یا برنامه‌های تلویزیونی که وی در آن نقش داشته است می‌توان به هفت دلاور، خیابان اسکارلت، تاراس بولبا، زنگ‌ها برای که به صدا در می‌آیند، زندگی امیل زولا، مأموریت به مسکو، رفیق ایکس، فتح، ناپلئون، ماجرای مرموز و پرالتهاب، استانبول، راه مراکش، دن کیشوت اشاره کرد.

## مرگ
او پس از یک حرفه طولانی بر اثر سکته مغزی در هالیوود کالیفرنیا درگذشت. 